# Zapadni Qin
Zapadni Qin (kineski: 西秦 / 西秦, pinyin: Xīqín; 385. – 400., 409. – 431.) bila je država Xianbeija u sjevernoj Kini (današnja pokrajina Gansu) u razdoblju Šesnaest kraljevstava.  Osnovao ju je poglavica Qifu Guoren koji je 383. godine podigao ustanak protiv svojih dotadašnjih gospodara iz države Raniji Qin. Država je izgubila neovisnost kad se 400. godine Qifu Gangui predao državi Južni Liang, ali se od nje ponovno odmetnuo 409. godine. Qifu Gangfu je 412. god. došao na vlast ubivši Qifu Ganguija. Godine 431., pokorila ju je država Xia. 
Usprkos imenu, država Zapadni Qin nije imala državnopravnih veza s drevnom istoimenom državom i dinastijom.

## Vladari Zaadnog Qina
| Hramsko ime                             | Postumno ime           | Prezime i ime        | Duljina vladavine        | Prijestolno ime i duljina trajanja                                        |
| --------------------------------------- | ---------------------- | -------------------- | ------------------------ | ------------------------------------------------------------------------- |
| Konvencionalno kineski: prezime, pa ime |                        |                      |                          |                                                                           |
| Liezu (烈祖 Lièzǔ)                      | Xuanlie (宣烈 Xuānliè) | 乞伏國仁 Qǐfú Guórén | 385. – 388.              | Jianyi (建義 Jiànyì) 385-388                                              |
| Gaozu (高祖 Gāozǔ)                      | Wuyuan (武元 Wǔyuán)   | 乞伏乾歸 Qǐfú Gānguī | 388. – 400., 409. – 412. | Taichu (太初 Taìchū) 388. – 400. Gengshi (更始 Gèngshǐ) 409. – 412.br>    |
| Taizu (太祖 Taìzǔ)                      | Wenzhao (文昭 Wénzhāo) | 乞伏熾磐 Qǐfú Chìpán | 412. – 428.              | Yongkang (永康 Yǒngkāng) 412. – 419. Jianhong (建弘 Jiànhóng) 420. – 428. |
| nema                                    | Houzhu (後主 Hoùzhǔ)   | 乞伏暮末 Qǐfú Mùmò   | 428. – 431.              | Yonghong (永弘 Yǒnghóng) 428. – 431.                                      |

## Poveznice
- Xianbei
- Wu Hu